# Parque nacional de Mae Wa
El parque nacional de Mae Wa (en tailandés, อุทยานแห่งชาติแม่วะ) es un área protegida del norte de Tailandia. Se encuentra en las provincias de Lampang y Tak. Fue declarado en el año 2000 y se extiende por una superficie de 587 kilómetros cuadrados.